# Eurypeplella pteridaula
Eurypeplella pteridaula är en fjärilsart som beskrevs av Turner 1922. Eurypeplella pteridaula ingår i släktet Eurypeplella och familjen björnspinnare. Inga underarter finns listade i Catalogue of Life.